# Çalapverdi, Boğazlıyan
Çalapverdi là một thị trấn thuộc huyện Boğazlıyan, tỉnh Yozgat, Thổ Nhĩ Kỳ. Dân số thời điểm năm 2010 là 1.426 người.